# Geelvoorhoofdkanarie
De geelvoorhoofdkanarie (Crithagra frontalis; synoniem: Serinus frontalis) is een zangvogel uit de familie Fringillidae (vinkachtigen).

## Verspreiding en leefgebied
Deze soort komt voor in de hooglanden van oostelijk Congo-Kinshasa tot Oeganda en noordelijk Zambia.